# Fodor-Lengyel Zoltán
Fodor-Lengyel Zoltán (Zoltán, F.L.Zoltán, F.L.Z.) (Budapest, 1963. március 1. –) magyar származású, Spanyolországban élő Goya-nagydíjas képzőművész, a cádizi Királyi Képzőművészeti Akadémia tagja.
Foglalkozása:festő, grafikus, szobrász, író, könyvkiadó, galériatulajdonos, művészeti vezető.
Az Apoyo el Arte Alapítvány megalapítója, Magyar Köztársaság Arany Érdemkeresztjének kitüntetettje.

## Életpálya
Képzőművészeti tanulmányait Ficher Ernő magántanítványaként kezdte, majd Párizsban a Sorbonne Egyetem grafikus szakán folytatta, miközben Magyarországon az ELTE magyar-történelem szakán is tanult.
Húszévesen nyitotta első kiállítását a francia fővárosban, ahol exkluzív szerződést kötött a Galeria Art 3000-rel, majd 1986-ban a galéria művészeti vezetője és társtulajdonosa lett.
A nyolcvanas évek elejétől napjainkig közel 200 egyéni kiállítást rendezett Magyarországon, Ausztriában, Németországban, Belgiumban, Svájcban, Franciaországban, Nagy-Britanniában, Spanyolországban, Oroszországban és az Amerikai Egyesült Államokban.
Jelenleg Madridban él és alkot, s vezeti az általa létrehozott kortárs spanyol-magyar Alapítványt, a Fundación Apoyo el Arte-t.
Számos művét láthatjuk nemzetközi gyűjteményekben, intézmények és kortárs múzeumok falain.
Pályafutása során megjelent 11 könyve, közel száz kiadványa, valamint munkáinak reprodukcióit láthatjuk grafikai alkotásokban, kerámiai alkotásokon és egyéb más kiadványokban és címlapokon is.
Életéről és munkásságáról számos televíziós dokumentumfilm készült különböző országok tv-csatornáin, valamint közel 400 riportot és egyéb médiaszerepléseket tudhat magáénak.

## Fontosabb díjai
- - 1988 Nemzetközi Goya Nagydíj (Internacional Gran Premio Goya de las Artes)
  - 1997 Olimpia Mozgalom-díj
  - 2006 Alvaro Mutis Művészeti-díj
  - 2007 A cádizi Királyi Szépművészeti Akadémia Akadémikusnak választja
  - 2008 A cádizi Királyi Szépművészeti Akadémia Arany Érdemrendje
  - 2009 A Spanyol Újságíró Szövetség Díja
  - 2011 Cegléd város Díja
  - 2016 Az európai Gazdasági és Versenyképesség Szövetségének Arany Érdemrendje
  - 2016 Amigo de la Decana díj
  - 2017 Escalera del Éxito díj
  - 2017 A Magyar Köztársaság Arany Érdemkereszt kitüntetése
  - 2018 Az 1956-os Vitézi Lovagrend Világszövetsége vitézzé avatja
  - 2018 A Világ Magyarságáért Művészeti díj
  - 2023 Magyar fair play diploma (Művészet kategória) (2023)[1]

## Önálló kiállítások (válogatás)
- 1984–89 Galéria Art 3000, Párizs
- 1985–89 Galéria Rochefoucauld, Párizs
- 1986 Kaposvári Képzőművészeti Múzeum, Kaposvár
- 1986 Circulo Catalan kiállítóterem, Madrid
- 1987 Zalaegerszegi Zsinagóga, Zalaegerszeg
- 1987 Galéria Unwin, Berlin
- 1987 Galéria Church, London
- 1988 Mélia Castilla kiállítóterem, Alicante
- 1988 Galéria Joker, Bécs
- 1989 Galéria MJC, Le Havre
- 1990 Budapesti Kongresszusi Központ, Budapest
- 1992 Puerta de Toledo kiállítóterem, Madrid
- 1993/96 Galéria Manuel Macias, Madrid
- 1994 Avila kiállítóterem, Avila
- 1995 Real Circulo Artistico kiállítóterem, Barcelona
- 1996 Történelmi Múzeum, Tenerife
- 1996 Antiguo Cabildo Insular kiállítóterem, El Hierro
- 1996 Casa Salazar kiállítóterem, Santa Cruz de la Palma
- 1996 Juan Ismael de Cabildo Insular kiállítóterem, Fuerteventura
- 1996 Lanzarote kiállítóterem, Lanzarote
- 1996 Palomita kiállítóterem, Gran Canaria
- 1996 Casa de Colón kiállítóterem, La Gomera
- 1997 Vasarely Múzeum, Budapest
- 1999 Art-Expo Nemzetközi Képzőművészeti Vásár, Budapest
- 2002 Galéria Estudio Doctor Fourquet, Madrid
- 2003 Galéria Kapzartmosphere, Miami
- 2004 Festőterem, Sopron
- 2005 Madridi Városi Múzeum, Madrid
- 2006 Barabás-villa kiállítóterem, Budapest
- 2007 Galéria Tribeca, Madrid
- 2007 Galéria Dionis Bennassar, Madrid
- 2008 Galéria Rodin, Szentendre
- 2008 Galéria A21, Madrid
- 2009 Galéria IX.,Budapest
- 2012 Klub Génova kiállítóterem, Madrid
- 2012 Párbeszéd Háza, Budapest
- 2012 Zenit Palace Budapest, Budapest
- 2012 Windsor kiállítóterem, Du Palais, Biarritz
- 2012 Trup Orly kiállítóterem, San Sebastián
- 2013 Arte Nueva York Galéria, New York
- 2014 Club 567 kiállítóterem, Madrid
- 2014 Navarrete kiállítóterem, Logroño
- 2015 SportAccord Kongresszus, Sochi, Oroszország
- 2015 Templom Galéria „ Szerelmesek Fesztiválja”, Szentgotthárd, Magyarország
- 2015 Galéria Alhóndiga, “Nemzetközi Zenei Fesztivál”, Medinaceli, Spanyolország
- 2015 Világkiállítás Milánó, Augusto Caravati kiállítóterem, Varese, Olaszország
- 2016 Kortárs Művészeti Múzeum, Terragni Palota, Monza-Lissone, Olaszország
- 2017 Magyar Tudományos Akadémia, Budapest, Magyarország

## Bemutatók
- 1988 Modern Művészetek Múzeuma, Brüsszel
- 1992 Hunnia Art-mozi , Budapest
- 1993 Olimpiai Múzeum, Lausanne
- 1994 Spanyol Királyi Palota, Madrid
- 1995 Magyar Nemzeti Galéria, Budapest
- 1995 Vígszínház, Budapest
- 1997 Szépművészeti Múzeum, Budapest
- 1998 Libri Ház, Budapest
- 2001 Spanyol Országos Könyvtár, Madrid
- 2001 Kreml Múzeum, Moszkva
- 2003 Orensanz Alapítvány, New York
- 2008 Cervantes Intézet, Budapest
- 2009 Volvo Battinver, Madrid
- 2011 Auditorio Nacional, Madrid
- 2011 Spanyol Filmtörténeti Intézet, Madrid
- 2011 Santiago Bernabeu Stadion, Madrid
- 2011 Galileo Galilei koncert terem, Madrid
- 2012 Köztársasági Elnök Hivatala, Budapest
- 2012 Magyarország madridi nagykövetsége, Madrid
- 2012 Szerbia Ház, Madrid
- 2012 Romanti Art Center, Vigo
- 2013 New York Artexpo 2013, New York
- 2013 Zaballos ügyvédi iroda, Madrid
- 2013 Hungarian House, Los Angeles, USA
- 2013 CILAS, San Diego, USA
- 2014 Larios Café, Madrid
- 2017 Combat címü köztéri szobor, Budapest Széchenyi tér, Magyarország
- 2018 Bronz emléktábla a Magyar Nagykövetségnek, Madrid, Spanyolország

## Egyéb munkák
- - 1993 Edda együttes lemezborítója (Warner Bros.), Budapest
  - 1995 Magyar Olimpiai Bizottság 100 éves évfordulójának hivatalos festménye, Budapest
  - 1996 Első Lovas Világtalálkozó hivatalos festménye, Budapest
  - 2000 La Caja de Cristal építészeti munkái, Madrid
  - 2004 Seur Alapítvány 50 éves hivatalos festménye, Madrid
  - 2004 Zoltán Szalón, Budapest
  - 2006 Apoyo el Arte® Kortárs Művészeti Alapítvány megalapítása Madridban
  - 2010 „Homenaje a Ferenc Liszt” című festmény Magyarország Európa Uniós elnöksége tiszteletére,
  - 2011 „Homenaje a Ferenc Puskás” című festmény a Real Madrid FC–nek, Madrid
  - 2011 Paco Orellana koncertjének plakátja, Madrid
  - 2013 „El maestro Santiago de Santiago„ című festmény a Santiago Múzeumnak, Madrid
  - 2014 Freskók készítése az Igen Biolab Laboratórium székházának, Madrid
  - 2014 Ángel Ostarizzal közösen megalkotja az Olorarte parfümöt, Madrid
  - 2014 ADN szobor készítése az Igen BioLab Laboratórium székházának, Madrid
  - 2016 Megalkotja a Patria című emlékművet, az 1956-os forradalom tiszteletére, Madrid, Spanyolország
  - 2017 Megalkotja az egykori Magyar Királyi Nagykövetség emlékére állítandó bronz emléktáblát, Madrid, Spanyolország.
  - 2017 ”IPON” című festmény a Nemzetközi Judo Szövetségnek, Budapest, Magyarország
  - 2017 ”PUSKÁS” című festmény a Puskás Múzeumnak, Felcsút, Magyarország
  - 2017 Megalkotja a ”COMBAT” köztéri bronz szobrát a IJF megrendelésére a Budapesten rendezett Judo Világbajnokság tiszteletére, Budapest, Magyarország
  - 2017 Megalkot 25 számozott bronz kisplasztikát a IJF gála megrendelésére, Budapest, Magyarország
  - 2017 „IPON-NIPPON” freskó készítése a Magyar Judo Szövetség megrendelésére

## Művei gyűjteményekben
- - Zarzuela, Spanyol Királyi Palota, Madrid, Spanyolország
  - Jaques Chirac gyűjteménye, Párizs, Franciaország
  - Magyar Köztársasági elnök gyűjteménye, Budapest, Magyarország
  - Szépművészeti Múzeum, Budapest, Magyarország
  - Magyar Nemzeti Galéria, Budapest, Magyarország
  - Teatro de París, Párizs, Franciaország
  - Galéria Art 3000, Párizs, Franciaország
  - Pierre Cardín Gyűjtemény Párizs, Franciaország
  - Thaiföldi Nemzeti Bank, Bangkok, Thaiföld
  - Grafistaff csoport, Madrid, Spanyolország
  - MOB Székház, Budapest, Magyarország
  - Expo-Arte, Madrid, Spanyolország
  - Galéria Rochefoucauld, Párizs, Franciaország
  - Europen Universitas gyűjtemény Alicante, Spanyolország
  - Lótörténeti Múzeum, Kecskemét, Magyarország
  - Real Círculo Artístico, Barcelona, Spanyolország
  - Galéria Unwin, Berlin, Németország
  - Asociación Belga-Hispano de Premio Goya gyűjtemény, Párizs, Franciaország
  - Laguna Egyetem, Tenerife, Spanyolország
  - Galéria O&L, Bécs, Ausztria
  - Sportfogadás újság gyűjteménye, Budapest, Magyarország
  - Modern Művészetek Múzeum, Brüsszel, Belgium
  - ESMA csoport, Budapest, Magyarország
  - Juan Gyenes gyűjtemény, Madrid, Spanyolország
  - Hotel Unio, Budapest, Magyarország
  - Circulo Catalán, Madrid, Spanyolország
  - Pilu Kft., Budapest, Magyarország
  - Olimpia Múzeum, Lausanne, Svájc
  - Mesterecsetek gyűjtemény, Budapest, Magyarország
  - Casa y Jardín gyűjtemény, Madrid, Spanyolország
  - Vasarely Múzeum, Budapest, Magyarország
  - Orensanz Alapítvány, New York, USA
  - Spanyol Nemzeti Könyvtár gyűjteménye, Madrid, Spanyolország
  - Kreml Múzeum, Moszkva, Oroszország
  - Magyar Nemzeti turizmus hivatala, Madrid, Spanyolország
  - Garth Philips gyűjtemény Toronto, Kanada
  - Júbilo csoport gyűjteménye, Madrid, Spanyolország
  - Libri kiadó gyűjteménye, Budapest, Magyarország
  - Necesitogestoria gyűjteménye, Madrid, Spanyolország
  - Ceasar Kft., Budapest, Magyarország
  - Chemol travel gyűjtemény, Budapest, Magyarország
  - TDA csoport, Madrid, Spanyolország
  - Winer friends csoport, Madrid, Spanyolország
  - Galéria Rodin, Szentendre, Magyarország
  - Cristóbal Gabarrón Múzeum, Valladolid, Spanyolország
  - Aurgi gyűjtemény, Madrid, Spanyolország
  - Hotel Medos, Budapest, Magyarország
  - Belzuz Abogados gyűjteménye, Madrid, Spanyolország
  - Fórum Kft. gyűjteménye, Budapest, Magyarország
  - Magyar Nagykövetség, Madrid, Spanyolország
  - FNAC Spanyolország, Madrid, Spanyolország
  - Apoyo el Arte Alapítvány, Madrid, Spanyolország
  - Edda együttes gyűjteménye, Budapest, Magyarország
  - Telepizza gyűjteménye, Madrid, Spanyolország
  - Raymond Weil gyűjtemény, Madrid, Spanyolország
  - Arte y Naturaleza Alapítvány, Madrid, Spanyolország
  - Instituto de Empresa, Madrid, Spanyolország
  - Galéria Kapz, Miami, USA
  - Galéria Tribeca, Madrid, Spanyolország
  - Inmobilia Kft., Budapest, Magyarország
  - SEUR España, Madrid, Spanyolország
  - Ináncsi BHNV, Budapest, Magyarország
  - Galéria Dionis Bennassar, Madrid, Spanyolország
  - Madridi Polgármesteri Hivatal, Madrid, Spanyolország
  - Madrid Város Múzeuma, Madrid, Spanyolország
  - Alvaro Mutis Alapítvány, Madrid, Spanyolország
  - Cádizi Királyi Művészeti Akadémia, Cádiz, Spanyolország
  - Cádizi Szépművészeti Múzeum, Cádiz, Spanyolország
  - Spanyol újságíró Szövetség, Madrid, Spanyolország
  - Volvo España, Madrid, Spanyolország
  - Real Madrid Alapítvány, Madrid, Spanyolország
  - Cervantes Intézet, Budapest, Magyarország
  - Club Génova gyűjtemény, Madrid, Spanyolország
  - Zenit Palace Budapest Hotel, Budapest, Magyarország
  - Santiago Múzeum, Madrid, Spanyolország
  - Club 567, Madrid, Spanyolország
  - Igen BioLab Laboratórium székháza, Madrid, Spanyolország
  - Spanyol Történelmi Örökségek gyűjteménye
  - Nemzetközi Judo Szövetség Székház, Budapest, Magyarország
  - Puskás Múzeum, Felcsút, Magyarország
  - Olimpia Park Múzeum, Lausanne, Svájc
  - Magyar Judo Szövetség Székház, Budapest, Magyarország

## Könyvei és kiadványai (válogatás)
- Siempre con amor, 1996, Madrid
- Mit Ewiger liebe, 1996, Madrid
- Örök szerelemmel, 1997, Madrid
- Always with love, 1997, Madrid
- Vasarely Múzeum “ A kiállítás”, 1997, Madrid
- Zoltán 1998 naptár , 1997, Madrid
- Homenaje a Goya, 1997, Tenerife
- Tócame, 1999, Madrid
- Zoltán CD-rom, 2000, Madrid
- Puro aire y la caja de cristal, 2001, Madrid
- Del amor y la muerte, 2002, Madrid
- 25 años con España, 2005, Madrid
- Mi renacimiento, 2006, Madrid
- El viajero del amor DVD, 2006, Madrid
- Pompeji, 2006, Madrid
- Médos, 2009, Madrid
- Ole y olé, 2012, Madrid

## Hozzá kapcsolódó kiadványok
- Edda együttes Elveszett illúziók, 1993, Budapest
- Fernando Garcia Román De la guerra, 1995, Madrid
- Colección Portocarrero, Cristóbal Gabarrón Múzeum, 2003, Madrid
- Endrei Judit Mindörökké férfi, 2005, Budapest
- Marácz István Meztelen fények, 2005, Budapest
- Master´s brush, 2005, Budapest
- Raúl Calvo Obsesión, 2008 Madrid
- Biblioteca Nacional Obra gráfica, 2008, Madrid

## Dokumentumfilmek
- Zoltán grafikái, Zalaegerszegi TV, 1987 Zalaegerszeg
- Sappho szerelmei, Magyar Televízió, 1990, Budapest
- Az FLZ, Magyar Televízió, 1991, Budapest-Párizs
- A repülés jövője, Magyar Televízió, 1992, Budapest–Madrid
- Esta es tu casa, TVE, 1992, Madrid
- Zoltán, Magyar Televízió – Paraván, 1994. Budapest
- Equus, Magyar Televízió, 1996, Budapest
- A kiállítás, Művészek Video Stúdiója, 1997, Budapest
- Puro aire, TVE 2, 2002, Madrid
- El rojo vivo, Miami TV, 2002, Miami
- Zoltán, TV Mexico, 2002, Miami
- Dos por Madrid, TV7, 2003, Madrid
- Zoltán Sopronban, Dunántúl TV, 2004 Sopron
- Szakmája festő, Pax TV, 2006, Budapest
- Újjászületésem, Művészek Video Stúdiója, 2006, Budapest
- Zoltán, MTV2 – Záróra, 2008, Budapest
- Zoltán-Médos, Duna TV- Kikötő, 2008, Budapest
- Zoltán, TV6- Nagykörút, 2012, Budapest
- Zoltán- Tryp Orly. TV Pais Vasco, 2012 San Sebastian
- Arte aparte, Play ocio TV, 2013 Madrid
- Zoltán, Imagine TV, 2014 Madrid